# Jeremy Ray Taylor
Jeremy Raymond Taylor (Bluff City (Tennessee), 2 juni 2003) is een Amerikaanse (jeugd)acteur. Hij is vooral bekend van zijn rol als Ben Hanscom in de horrorfilm It uit 2017 en als de jonge Ben Hanscom in het vervolg uit 2019 gebaseerd op de gelijknamige roman uit 1986 van Stephen King, evenals de rol van Sonny Quinn in de  komische horrorfilm Goosebumps 2: Haunted Halloween uit 2018, gebaseerd op de jeugdboeken Kippenvel (Engels: Goosebumps) van R.L. Stine. In 2018 was hij vijf maal te gast in de Primetime Emmy Award-winnende realityserie James Corden's Next James Corden.

## Prijzen en nominaties
| Jaar | Prijs                 | Categorie                            | Werk | Uitslag     |
| ---- | --------------------- | ------------------------------------ | ---- | ----------- |
| 2018 | MTV Movie & TV Awards | Best On-Screen Team (Beste Filmteam) | It   | Gewonnen    |
| 2018 | Teen Choice Awards    | Choice Movie: Ship                   | It   | Genomineerd |